# Обухов Макар Михайлович
Макар Михайлович Обухов (Тунню) (16 березня 1902, селище Палана Петропавловського повіту Приморської області, тепер Коряцького округу Камчатського краю, Російська Федерація — 31 грудня 1952, смт. Палана, тепер Коряцького округу Камчатського краю, Російська Федерація) — радянський державний діяч, голова Коряцького окрвиконкому. Депутат Верховної ради СРСР 1—3-го скликань.

## Життєпис
У 1923—1926 роках — секретар Карагінської сільської ради Далекосхідного краю.
У 1926—1931 роках — голова Карагінської сільської ради Камчатського округу Далекосхідного краю.
Член ВКП(б) з 1931 року.
У 1931—1932 роках — інструктор, секретар виконавчого комітету Карагінської районної ради Камчатського округу Далекосхідного краю.
У 1932—1934 роках — голова виконавчого комітету Карагінської районної ради Коряцького націоннального округу Далекосхідного краю.
1 квітня 1934 — 31 грудня 1952 року — голова виконавчого комітету Коряцької окружної ради депутатів трудящих Камчатської області Далекосхідного (з 1938 року — Хабаровського) краю.
У роки німецько-радянської війни був з вересня 1941 по лютий 1942 року представником Ставки з формування радянських військ на Далекому Сході.
Помер 31 грудня 1952 року в селищі Палана.

## Нагороди
- орден Леніна
- орден «Знак Пошани»
- медаль «За доблесну працю у Великій Вітчизняній війні 1941—1945 рр.»
- медалі